# Max Dearly
Max Dearly (Párizs, 1874. november 22. – Neuilly-sur-Seine, 1943. június 2.), francia színész, filmszínész.

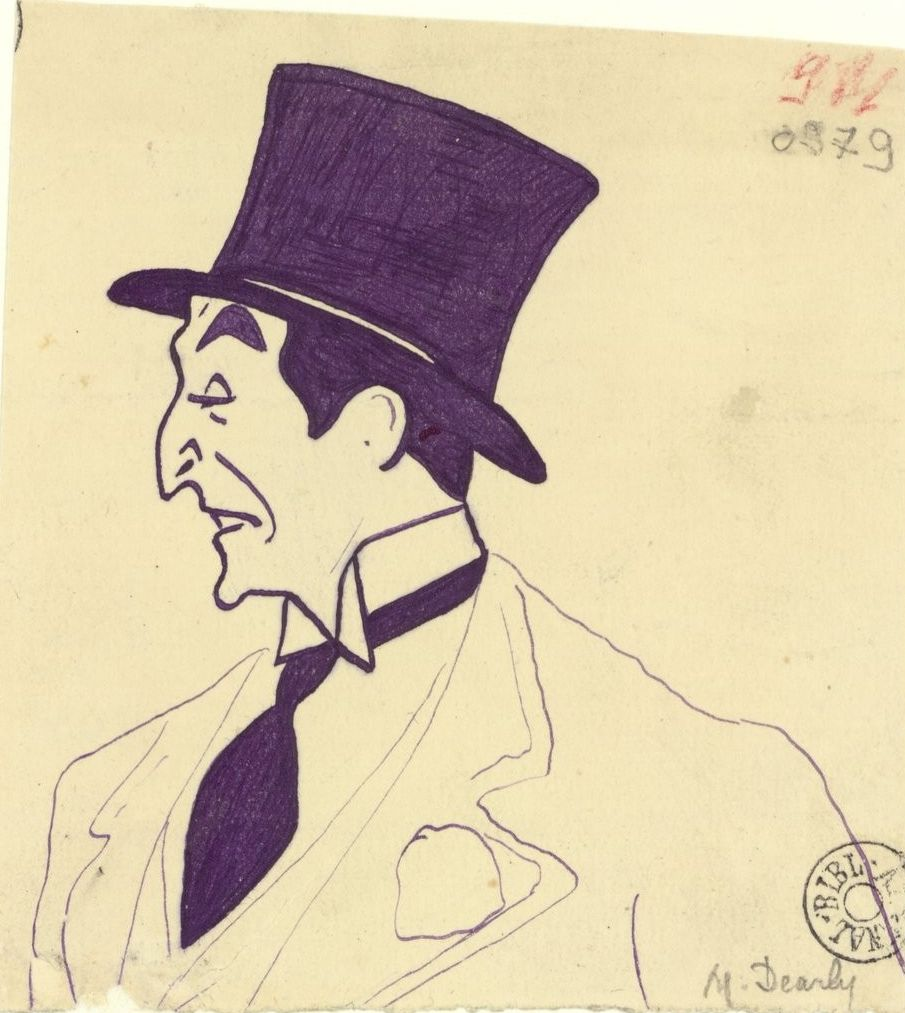

## Pályafutása
Max Dearly vaudeville- és revüszínész volt. Ő volt az 1923-ban létrejött Union des artistes egyik vezetője volt, − amelyet a nehéz helyzetbe került művészek megsegítésére hoztak létre.
1911. július 8-án Vésinetben feleségül vette Isabelle Eugénie Fusier-t. Majd 1925. augusztus 3-án Châteauneuf-Villevieille-ben feleségül vette Jeanne Saint-Bonnet (1889-1984) színésznőt.
Max Dearly sírja a Montparnasse-i temetőben nyugszik második felesége mellett.
Még csak írott szöveg sem kell ahhoz, hogy valaki megnevettesse a közönséget. Csak ki kell küldeni őket a színpadra, és meg kell kérni őket, hogy beszéljenek és cselekedjenek, hogy egyedüli fantáziájuk és egyedi fantáziájuk révén elérjék a kívánt komikus hatást szerző segítsége nélkül. Három kivételes színész volt erre képes: Albert Brasseur, Félix Galipaux és Max Dearly.

## Válogatás szerepeiből
- Le bonheur sous la main (1911)
- Coquecigrole (1931)
- Azaïs (1931)
- Tossing Ship (1932)
- Love and Luck (1932)
- Madame Bovary (1934)
- Les Misérables (1934)
- Arlette and Her Fathers (1934)
- The Last Billionaire (1934)
- If I Were Boss (1934)
- A Rare Bird (1935)
- Paris Camargue (1935)
- La Vie parisienne (1936)
- Parisian Life (1936)
- La reine des resquilleuses (1937)
- Claudine at School (1937)
- Troubled Heart (1938)
- The Train for Venice (1938)
- Le grand élan (1939)
- Nine Bachelors (1939)
- Claudine (1940)
- Bécassine (1940)
- The Suitors Club (1941)